# حق التصويت

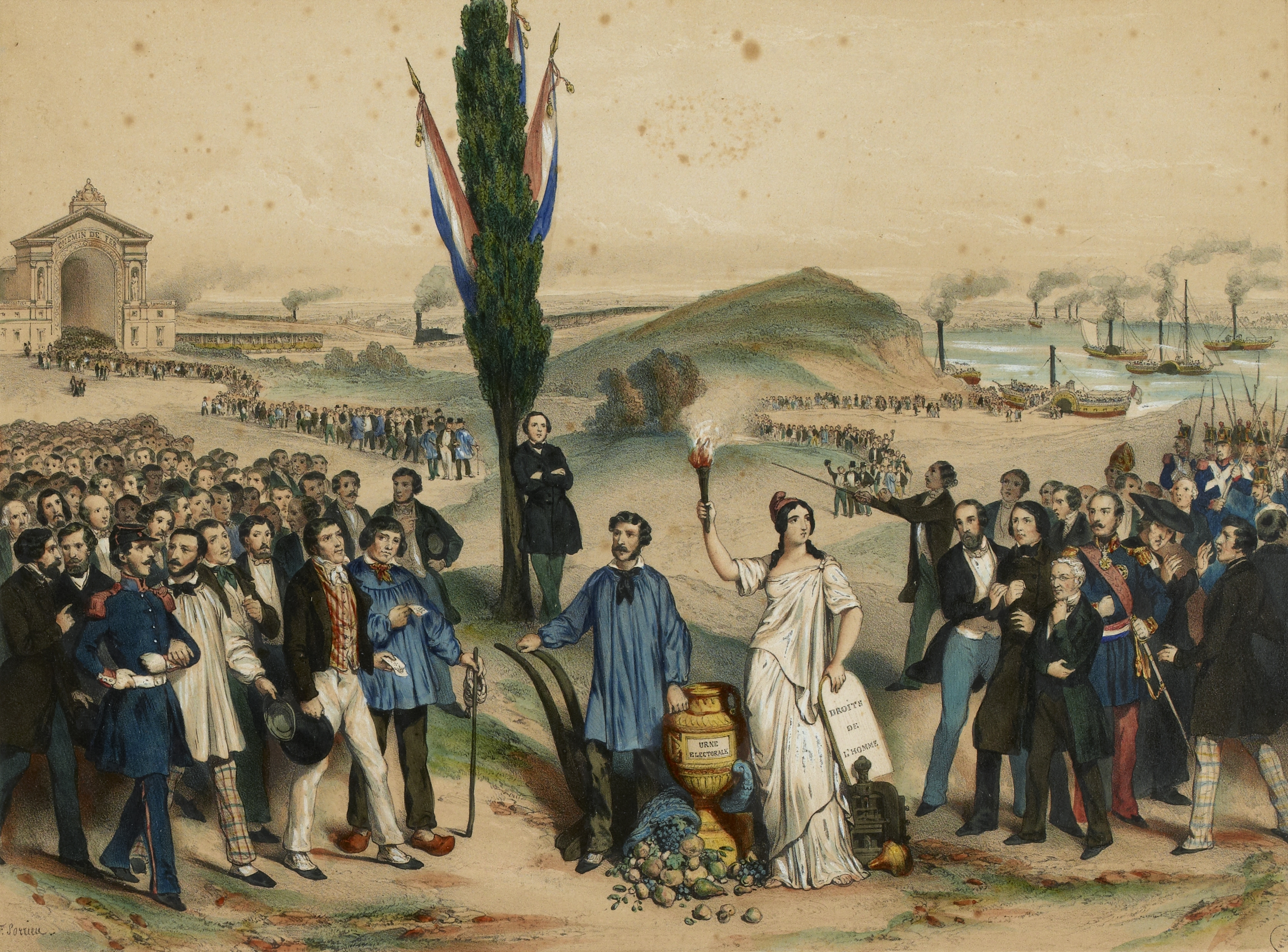

حق التصويت أو حق الاقتراع، أو ما يُسمى بالحق الدستوري في الانتخاب، هو الحق في المشاركة في التصويت علنًا في الانتخابات السياسية، وإن كان المصطلح يُستخدم للإشارة إلى حق التصويت عمومًا. في بعض اللغات، وحتى في اللغة الإنكليزية أحيانًا، يُشار إلى حق التصويت بـ «حق التصويت الفعال»، الذي يختلف عن التصويت السري، إضافةً إلى حق التمثيل في التصويت. أحيانًا يُدمج مصطلحا الاقتراع العلني والسري في مصطلح واحد هو الاقتراع التام أو الكامل.
عند ذكر حق الاقتراع غالبًا ما يتبادر إلى الذهن انتخاب أعضاء البرلمان، لكن المصطلح يشمل جميع الاستفتاءات والمبادرات. لا يصف حق الاقتراع الحق القانوني في التصويت فحسب، بل الإجابة عن الأسئلة المطروحة في الاستفتاءات العامة أيضًا. تتضاءل فائدة حق الاقتراع إن اتُخذت القرارات على نطاق ضيق دون شفافية، إذ يجب طرح التساؤلات المهمة على الشعب على نطاق واسع.
في أكثر الديموقراطيات، يحق للناخبين المؤهلين المشاركة في انتخاب النواب. ويُتاح أيضًا التصويت على القضايا العامة عبر الاستفتاء. هذا مُتاح في سويسرا على سبيل المثال، وتمنح بعض الولايات الأمريكية مثل كاليفورنيا وواشنطن مواطنيها حق الكتابة والاقتراح والتصويت في الاستفتاءات الشعبية، لكن ذلك غير متاح في ولايات أخرى أو على مستوى الحكومة الفيدرالية، وكذلك في المملكة المتحدة فالاستفتاءات الشعبية أمر نادر الحدوث.  
يُمنح المواطنون حق الاقتراع فور بلوغ السن القانونية. إذ يرجع قرار أحقية المواطن في التصويت إلى الدولة. تعطي بعض البلدان مواطنيها المقيمين في الخارج حق التصويت، ويقتصر ذلك في بعض الدول على المقيمين في دول محددة، مثل الكومنولث أو الاتحاد الأوروبي.

## أصل المصطلح
قبل انتقالها للغة العربية، كلمة حق التصويت أو حق الاقتراع (suffrage) كلمة لاتينية الأصل، يُشار بها إلى لوح التصويت أو دفتر التصويت أو ورقة الاقتراع أو حق التصويت. استُخدم المصطلح في القرن الثاني للإشارة إلى الدعاية السياسية أو التأثير أو المساندة، وأحيانًا بمعنى الهتاف الشعبي أو الاستحسان. واستُخدمت في القرن الرابع بمعنى «الشفاعة»، أي طلب الأنصار باسم الله. في القرنين الخامس والسادس، استُخدم المصطلح بمعنى النفوذ أو استغلال المنصب لتحقيق مكاسب، ثم للإشارة إلى الرشوة. في القرن السابع عشر، استعادت الكلمة في الإنكليزية معناها الأول، المرتبط بالحق في الاقتراع أو التصويت.

## الأنواع

### التصويت العام
يتضمن التصويت العام الحق في التصويت دون قيود متعلقة بالجنس أو العِرق أو الحالة الاجتماعية أو مستوى التعليم أو الثروة المالية. لكن غالبًا ما توجد قيود أخرى، متعلقة بالمواطَنة والسن والقدرات العقلية والإدانات الجنائية.
تُعد جمهورية كورسيكا في عمرها القصير بين عامي (1755-1769) أول دولة تمنح حق التصويت العام المحدود لجميع المواطنين البالغين 25 عامًا.
سنة 1819، تجمهر نحو 60 ألف من الرجال والنساء قرب ساحة بيتر في مدينة مانشستر احتجاجًا على ضعف تمثيلهم في المجالس البرلمانية. وصف المؤرخ روبرت بول ذلك الحدث بأنه من اللحظات الحاسمة في عصرنا. وقُدم عنه فيلم «بيترلو» الذي صور مشاركة النساء من أجل الحصول على حق التصويت.
أعقب ذلك تجارب أخرى في كومونة باريس عام 1871، إضافةً إلى جمهورية جزيرة فرانسفيل سنة 1889. سنة 1840، منح مسؤولو الدستور في مملكة هاواي البالغين من الذكور والإناث الحق في التصويت العام. لكن عندما اُطيح بمملكة هاواي في انقلاب، أصبحت نيوزيلاندا الدولة المستقلة الوحيدة التي تمارس التصويت العام الفعلي، أدرج مؤشر الحرية العالمي نيوزلندا بوصفها الدولة الحرة الوحيدة في العالم سنة 1893.  

### حق المرأة في التصويت
حق المرأة في التصويت هو منح المرأة حق التصويت في الانتخابات عمومًا. كان ذلك هدفًا لدى المطالبين بحق المرأة في التصويت، سواءً الذين آمنوا بالسبل القانونية أو من استعملوا تدابير أكثر تطرفًا. مُنحت المرأة حق التصويت للمرة الأولى وفقًا لدستور نيوجيرسي سنة 1776، الذي منح حق الاقتراع لملاك الأرض من غير المتزوجين وسمر البشرة أيضًا.

نص المادة الرابعة من دستور ولاية نيو جيرسي: 
«يملك جميع مواطني هذه المستعمرة الحق في التصويت في مجلس النواب والجمعية، لمن بلغوا السن القانونية، والأشخاص الذين تبلغ قيمتهم خمسين جنيهًا، شرط الإقامة مدة 12 شهرًا قبل الانتخابات، وكذلك الموظفون العموميون الذين انتخبهم الشعب في المقاطعة العامة».
مع ذلك، استُبدلت هذه الشروط فيما بعد سنة 1844 استنادًا إلى الدستور الجديد، الذي أعاد قصر حق التصويت على الذكور البيض.
رغم إقرار مملكة هاواي بحق المرأة في التصويت سنة 1840، سرعان ما أُلغي سنة 1852. في بعض الدول مثل السويد وبريطانيا وبعض الولايات في الغرب الأمريكي، استطاعت النساء نيل حق التصويت المحدود في ستينيات القرن التاسع عشر. وسنة 1893، أصبحت مستعمرة نيوزيلندا البريطانية أول أمة ذاتية الحكم تمنح النساء البالغات حق التصويت. وفي سنة 1894، نالت النساء في جنوب أستراليا حق التصويت إضافةً إلى حق الترشح لعضوية البرلمان. في الإمبراطورية الروسية كانت دوقية فنلندا الكبرى ذات الحكم الذاتي أولى الأمم التي سمحت للنساء بالتصويت والترشح لعضوية البرلمان.

#### الدعاية ضد حق المرأة في التصويت
نشأت عدة حركات معارضة لمنح المرأة حق التصويت، بدعوى أن المرأة مكانها البيت وليس المشاركة في الانتخابات. وانتشرت الرسوم الكاريكاتيرية والأصوات المعارضة لحق المرأة في التصويت. واعترضت رابطة ماساتشوسيتس على تمديد حق الاقتراع للمرأة، وهي منظمة ظهرت في ثمانينيات القرن التاسع عشر بهدف إخماد جهود التصويت.
ظهر العديد من الدعاية المضادة لحق المرأة في التصويت، وسخرت من فكرة وجود المرأة في الحراك السياسي. وصورت الكثير من الرسوم الكاريكاتيرية الشعور السائد بأن مسألة حق المرأة في التصويت تستبدل وجود الرجل. وكذلك سخرت الرسوم من مسألة حق التصويت للمرأة بإظهار طريقة معينة لتصفيف الشعر، أو تصوير أن توجه الفتيات وتحولهن إلى ناشطات مطالبات بحقوق المرأة يرجع إلى أنهن يعانين مشكلات مثل عدم الزواج.

### الاقتراع المتساوي
يُخلط أحيانًا بين الاقتراع المتساوي والاقتراع العام، يعني الأول عدم وجود تصنيف للأصوات، أي إنه ليس بوسع الناخب حيازة أكثر من صوت وفقًا لثروته أو وضعه الاجتماعي.

### الاقتراع حسب التعداد
حق الاقتراع حسب التعداد السكاني، أو ما يُعرف بالاقتراع الانتقائي، هو نقيض الاقتراع المتساوي، إذ يعني أن الأصوات غير متساوية، بل تختلف وفقًا لمكانة الشخص ضمن التعداد السكاني. مثلًا، الأشخاص أصحاب الشهادات يملكون أصوات بنسبة أكبر من الأقل تعليمًا، وكذلك الأشخاص الذين يملكون الأسهم المالية في الشركات لهم الأفضلية في امتلاك الأصوات مقارنةً بمن يملكون أسهمًا أقل. بهذا يُعد حق التصويت مقيدًا، لكنه يظل عامًا.

### الاقتراع الإجباري
يعني الاقتراع الإجباري أن الأشخاص المؤهلين يصبحون مطالَبين بالتصويت بموجب القانون. يُطبق هذا القانون في الوقت الحالي في 32 بلدًا.

### تصويت الأعمال
في الحكومة المحلية في إنكلترا، وفي بعض مستعمراتها السابقة والأماكن والشركات التابعة لها، يتم التصويت في المناطق الحضرية مقابل دفع أجور لذلك، وهو امتداد للامتياز التاريخي المعتمد على ملكية الأشخاص الحقيقيين مقارنةً بقرنائهم الاعتباريين.